# 青谷郵便局
青谷郵便局
- （あおやゆうびんきょく） - 鳥取県鳥取市にある郵便局。本記事にて記述する。
- （あおだにゆうびんきょく） - 京都府城陽市にある郵便局。局番号は44318。

青谷郵便局（あおやゆうびんきょく）は、鳥取県鳥取市にある郵便局。民営化前の分類では集配特定郵便局であった。

## 概要
住所：〒689-0599 鳥取県鳥取市青谷町青谷4313-4

## 沿革
- 1872年8月4日（明治5年7月1日） - 潮津（うしおづ）郵便取扱所として開設[1]。
- 1875年（明治8年）1月1日 - 潮津郵便局（五等）となる。
- 1877年（明治10年） - 青谷村ノ内潮津郵便局に改称。
- 1880年（明治13年） - 為替・貯金取扱を開始。
- 1881年（明治14年）4月1日 - 青谷郵便局に改称。
- 1900年（明治33年）4月1日 - 青谷郵便電信局となる。
- 1903年（明治36年）4月1日 - 通信官署官制の施行に伴い青谷郵便局となる。
- 1955年（昭和30年）4月29日 - 勝部郵便局[2]から電話交換事務の取扱を移管[3]。
- 1963年（昭和38年）3月1日 - 国内欧文電報受付・配達および国際電報受付・配達の各事務を鳥取電報電話局に移管。
- 1965年（昭和40年）7月25日 - 日置郵便局[4]から、簡易な電話の加入および料金に関する事務を移管。同日、同事務を除く電話交換業務を鳥取電報電話局に移管。
- 1979年（昭和54年）11月14日 - 日置郵便局[4]から和文電報配達業務を移管。
- 1983年（昭和58年）9月21日 - 勝部郵便局[2]から和文電報配達業務を移管。
- 1986年（昭和61年）5月 - 局舎新築。
- 2007年（平成19年）10月1日 - 民営化に伴い、併設された郵便事業鳥取支店青谷集配センターに一部業務を移管。
- 2012年（平成24年）10月1日 - 日本郵便株式会社発足に伴い、郵便事業鳥取支店青谷集配センターを青谷郵便局に統合。

## 取扱内容
- 郵便、印紙、ゆうパック、内容証明
- 貯金、為替、振替、振込、国際送金、国債
- 生命保険、バイク自賠責保険
- ゆうちょ銀行ATM
- 鳥取市内の一部地域（旧・気高郡青谷町域：〒689-05xx区域）の集配業務

## 周辺
- 鳥取市役所青谷町総合支所（旧・青谷町役場）
- 鳥取県立青谷高等学校
- 鳥取森田本社
- 国道9号
- 勝部川

## アクセス
- JR山陰本線 青谷駅から西へ約100m（徒歩約3分）
- 日ノ丸バス 青谷駅停留所下車
- 山陰自動車道 青谷ICから北西へ約800m
- 駐車場あり：3台